# Hoedspruit
Hoedspruit is een plaats in de regio Limpopo in Zuid-Afrika. Het dorp is gelegen aan de voet van Klein Drakensberg langs de spoorlijn naar Kaapmuiden en tussen het Krugerpark en de Blyderivierspoort. Het dorp is gesticht in 1869. Hoedspruit is de hoofdplaats van de gemeente Maruleng.